# La Fine Équipe (film, 1934)
Pour les articles homonymes, voir La Fine Équipe.
Pour plus de détails, voir Fiche technique et Distribution.
La Fine Équipe (titre original : 6 Day Bike Rider) est un film américain réalisé par Lloyd Bacon, sorti en 1934.

## Synopsis
Un jeune homme tente d'impressionner sa petite amie en participant à une course cycliste.

## Fiche technique
- Titre original : 6 Day Bike Rider
- Titre français : La Fine Équipe[1]
- Réalisation : Lloyd Bacon
- Scénario : Earl Baldwin
- Direction artistique : Anton Grot
- Photographie : Warren Lynch
- Montage : George Amy
- Musique : Leo F. Forbstein
- Conseiller technique : Reginald McNamara
- Société de production : First National Pictures
- Société de distribution : Warner Bros.
- Pays de production :  États-Unis
- Langue originale : anglais
- Format : noir et blanc — 35 mm — 1.37:1 — son monophonique
- Genre : Comédie, sport
- Durée : 69 minutes
- Dates de sortie :
  - États-Unis : 20 octobre 1934
  - France : 29 mars 1935

## Distribution

### Acteurs principaux
- Joe E. Brown : Wilfred Simpson
- Maxine Doyle : Phyllis Jenkins
- Frank McHugh : Clinton Hemmings
- Gordon Westcott : Harry St. Clair
- Arthur Aylesworth : Col. Jenkins
- Lottie Williams : Mme Jenkins
- Dorothy Christy : Mme Mabel St. Clair
- Lloyd Neal : oncle Ezra
- William Granger : Pop O'Hara

### Acteurs secondaires
- Ward Bond : premier officier (non crédité)
- Nora Cecil : chef de chœur (non créditée)
- George Chandler : Abner (non crédité)
- Joseph Crehan : Thompson (non crédité)
- Wild Bill Elliott : journaliste de la course (non crédité)
- Grace Hayle : grande amie de l'homme nerveux (non créditée)
- Selmer Jackson : présentateur (non crédité)
- Gus Leonard : vieux fermier (non crédité)
- George Ovey : Elmer (non crédité)
- Edward Peil Sr. : geôlier (non crédité)
- Charles Sellon : pharmacien (non crédité)
- Clarence Wilson : M. Hemmings (non crédité)
- Tom Wilson : Lame Farmer (non crédité)
- Frank Turano : coureur cycliste, doublure de Joe E. Brown
- Reginald McNamara : coureur cycliste
- William Peden : coureur cycliste
- Lew Rush : coureur cycliste
- Gertrude Hoffmann : vieille dame (non créditée)
- Robert Homans : le capitaine de police (non crédité)
- Si Jenks : le vieil homme

## Tournage
Pendant le tournage du film au Gilmore Stadium, à Los Angeles, il y a un accident de vélo monstre et spectaculaire. Alors que vingt-cinq coureurs roulent à un rythme rapide sur deux files, Dave Landry conduit sa moto avec le cadreur monté sur une plateforme arrière, entre les deux files dans la direction opposée. Dans le but d'obtenir une vue rapprochée des coureurs en action. Au deuxième tour, la roue avant de la bicyclette montée par Lew Rush s'effondre, jetant le coureur sous les roues de la moto. Elmer W. Dwyer, le cadreur, est catapulté en l'air, son corps déséquilibrant plusieurs des cyclistes. Dans la collision générale qui suit 16 bicyclettes et leurs coureurs sont emmêlés avec la moto tordue et rugissante qui se tortille sur la piste en bois. Lew Rush est transporté à l'hôpital avec une possible fracture du crâne, et de douloureuses coupures et des ecchymoses sur le visage. Dave Landry le conducteur de la moto a subi une fracture de la base du crâne, une fracture de la clavicule, et des blessures internes, il est arrivé à l’hôpital dans un état désespéré.